# غارب قشلي (شرس)

تعديل مصدري - تعديل

غارب قشلي هي إحدى قرى عزلة شرس الاعلى بمديرية شرس التابعة لمحافظة حجة، بلغ تعداد سكانها 73 نسمة حسب تعداد اليمن لعام 2004.